# أحتاج قلما
«أحتاج قلما» هو موقع الكتروني غير هادف للربح انشأه عام 2006 المعلم جاسون شاه، خريج جامعة هارفارد. هدف الموقع هو «تمكين الطلبة المحرومين من خلال مصادر مبتكرة عبر الإنترنت والتي تحقق أكبر قدر من الوصول لمستوى تعليمي أعلى». الموقع يوفر أكثر من 60 درس مجاني في الرياضيات والقراءة والكتابة مستخدمة ثقافة البوب لجعلها أكثر تسلية. يوجد أيضا أكثر من 800 سؤال امتحان للمارسة تحاكي امتحان القبول الجامعي مع اجاباتهم بالشرح الوافي.

## وصف
شرح شاه مهمته قائلا:«حوالي مليون طالب في الولايات المتحدة الأمريكية فقدوا فرصهم في الانضمام إلى أفضل الكليات، وذلك لأن مجموع درجاتهم في امتحان القبول غير كافي على الرغم من وجود زملاء لهم لديهم كل المصادر من الكتب للمعلمين رهن تصرفهم. الدخل لا يجب أن يحدد النتيجة. مهمة موقع أريد قلما هي تمكين الطلبة المحرومين عن طريق مصادر على الإنترنت تساعدهم على الوصول لمستوى تعليمي أعلى».
موقع أريد قلما تم اقتناءه عام 2011 بواسطة مؤسسة CK-12، مؤسسة تعليمية غير ربحية تهدف إلى تقليل تكلفة المواد التعليمية عالية الجودة للكل.

## جاسون شاه
جاسون شاه حاصل على شهادة في علم الاجتماع من جامعة هارفارد، وولد في بلدة اديسون في نيو جيرسي. خلال دراسته الثانوية ألهمته كل من أخته ومؤسسة «تعليم من أجل أمريكا» بمساعدة الطلبة الأقل حظا لدخول الجامعة. في نوفمبر 2006، بمساندة والديه وصديقه في الصف الثانوي والذي كان مولع بالانترنت، أنشأ شاه موقع أريد قلما.
أصبح وفقا لمجلة Inc. Magazine واحد من أفضل المشاريع الناشئة الجامعية في أمريكا. مجلة بيبول وضعت اسمه من ضمن الأبطال الأمريكيين في عناوينها. في مايو 2009، جاسون شاه شرح عرض تقديمي عن موقع أريد قلما للحضور في جامعة تكساس في أوستن. وظهر اعلاميا أيضا في مجلة GOOD، مدونة Cal Newport وموقع Sparkseed.com.
ظهر جاسون شاه على شاشات سي ان ان من خلال حوار مع المذيع علي فيلشي، وأجرى حوارا صحفيا على مدونة GSBI في أغسطس 2009.